# Ferdrupt
Ferdrupt település Franciaországban, Vosges megyében. Lakosainak száma 731 fő (2022. január 1.). Ferdrupt Saulxures-sur-Moselotte, Ramonchamp, Rupt-sur-Moselle, Beulotte-Saint-Laurent és Corravillers községekkel határos.

## Népesség
A település népességének változása:
| Lakosok száma | 735  | 719  | 737  | 721  | 722  | 725  | 724  | 725  | 731  |
|               | 2013 | 2015 | 2016 | 2017 | 2018 | 2019 | 2020 | 2021 | 2022 |